# Vacariça
Vacariça es una freguesia portuguesa del concelho de Mealhada, con 17,76 km² de superficie y 2080 habitantes (2001). Su densidad de población es de 117,1 hab/km².